# 노빌레틴
노빌레틴 (Nobiletin)은 감귤류의 껍질 등에 많이 포함되어 있는 유기 화합물로, 플라본을 골격으로 하는 폴리메톡시 플라보노이드 (O-메틸화플라보노이드)의 일종이다.

## 함유 식품
주로 감귤류에 많이 포함되어 있으며, 특히 병감, 시콰사 등에 많이 포함되어 있다. 과육 부분에는 그다지 포함되어 있지 않고, 과피 부분인 플라베드(외과피), 알베드(중과피)에 특히 많이 함유되어 있다.
| 감귤류     | 과일 전체 | 과육 | 과피 | 플라베도 | 알베도 |
| ---------- | --------- | ---- | ---- | -------- | ------ |
| 폰칸(병감) | 30.6      | 0.8  | 110  | 198      | 33.3   |
| 시콰사     | 30.3      | 2.5  | 85.2 | 122      | 41.0   |
| 온주밀감   | 1.5       | 0    | 6.4  | 10.8     | 1.8    |

주:생과의 각 조직 100g당 함유량(mg)

## 약리 작용
in vitro나 동물 실험에서 항염증 작용이나 종양의 침윤, 확산, 전이를 막는 작용, 피부염 억제 작용, 간염 억제 작용 등이 나타났다. 연골의 분해를 억제하는 효과도 보고되었다. 또한 배양 해마 세포에서 AMPA 수용체를 활성화시켜 뉴런의 장기강화을 촉진하는 것으로 나타났다. 이로 인해 치매예방에 효과가 있는 것으로 연구보고가 되었다.